# 姚建明
姚建明（1961年1月—），男，汉族，广东广州人，中华人民共和国政治人物。现任广州市政协副主席，民建广东省委副主委、民建广州市委主委。第十四届全国政协委员。